# Reinhard Stollreiter

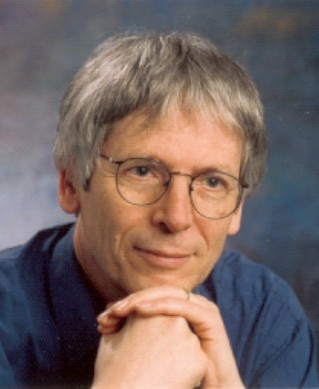
Reinhard Stollreiter

Reinhard Stollreiter (* 26. Juni 1936 in Elbingerode (Harz)) ist ein deutscher Chorleiter, Hochschullehrer und Ehrenpräsident des Chorverbandes Berlin.

## Leben
Reinhard Stollreiter erhielt während seiner Schulzeit in Wernigerode erste wichtige Anregungen für seine spätere musikalische Entwicklung. Hier wurde sein Interesse am Chorgesang geweckt und gefördert. Weitere Impulse erhielt er seit 1955 als Sänger im Berliner Mozart-Chor.
Stollreiter studierte im Fach Posaune am Städtischen Konservatorium Berlin. Er absolvierte eine Ausbildung als Tondramaturg und ein Volontariat beim Sender Freies Berlin mit einer späteren Festanstellung als Toningenieur sowie schließlich ein musikpädagogisches Studium an der Pädagogischen Hochschule Berlin. Von 1977 bis 1995 war Reinhard Stollreiter dort und später an der Universität der Künste (UdK) als Professor tätig.
Selbst ehemaliger Sänger des Chores, leitete Stollreiter zwischen 1973 und 1996 den Berliner Mozart-Chor. Als Präsident des Berliner Sängerbundes, heute Chorverband Berlin, war er zwischen 1985 und 2009 „mit politischem Instinkt, psychologischem Geschick und musikalischer Kompetenz“ daran beteiligt, West- und Ost-Berliner Chorverbände zum Berliner Sängerbund e. V. zusammenzuschließen. 2009 wurde er Ehrenpräsident des Chorverbandes. 
Stollreiter leitete über fast dreißig Jahre hinweg in Hermannsburg erfolgreich ein Chorleiterseminar des Chorverbandes Berlin. Von 1993 bis 2013 war er Vizepräsident des Deutschen Chorverbandes.
Bis 2006 gehörte er dem Hauptausschuss Deutscher Chorwettbewerb, jetzt Beirat Chor des Deutschen Musikrates, an. Viele Jahre war er Mitglied im Berliner Ensemble für Alte Musik. Ehrenamtliche Arbeit leistete er außerdem im Präsidium der Bundesvereinigung Deutscher Chorverbände (BDC).
Stollreiter ist Vizepräsident des Brandenburgischen Chorverbandes und leitet sowohl das Amadeus-Vokalensemble als auch die Cappella occasionum, zwei in Berlin ansässige Chöre. 

## Publikationen
- Schallplatten
- Rundfunkaufnahmen
- Zahlreiche Veröffentlichungen in Fachmedien
- Bearbeitungen von Volksliedern für Gemischte Chöre

## Auszeichnungen
- 1993: Bundesverdienstkreuz am Bande
- 2001: Orden für Verdienste um die Polnische Kultur
- 2006: Bundesverdienstkreuz I. Klasse
- 2008: Auszeichnung in Gold mit Lorbeer des polnischen Chor- und Orchesterverbandes
- 2013: Geschwister-Mendelssohn-Medaille